# Гивон-ха-Хадаша
Новый Гаваон (ивр. גבעון החדשה‎, Гивон ха-Хадаша) — поселение в районе Биньямин между Гиват-Зеэв и Бейт-Сурик. Поселение было организовано как общинный поселок и принадлежит районному совету Биньямин. Получило свое название от поселения Гаваон, которое располагалось рядом в библейские времена. Население около 1000 жителей. Поселение носит в целом светский характер, однако в нём проживает также несколько национально-религиозных семей.

## Название

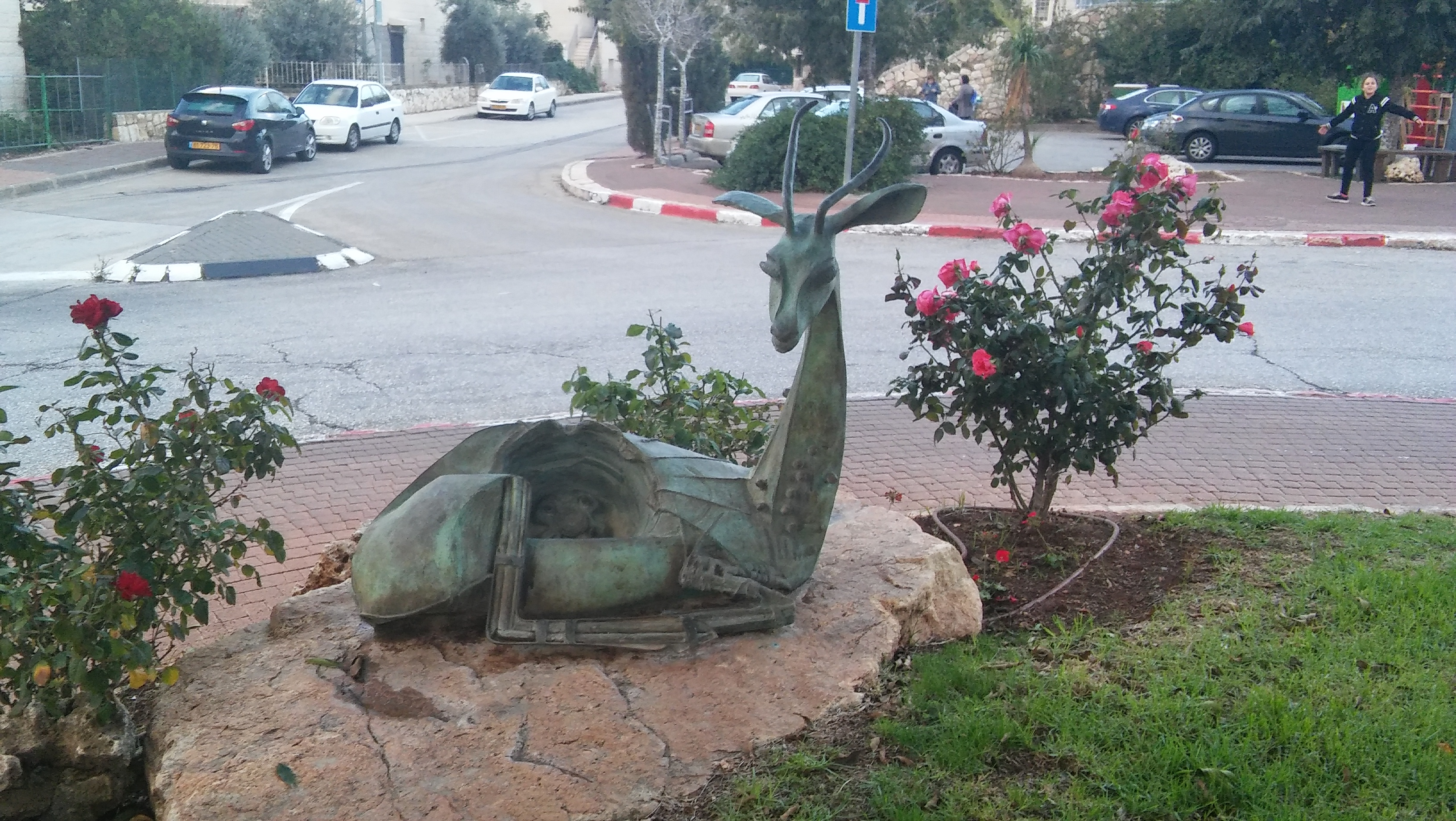
Деталь из скульптуры «Солнечное сплетение» (1998) работы Орны Ран, Новый Гибеон.

Первоначальное название поселения было «Хадаша» (то есть «Новая»). Это название местности, в которой еврейские повстанцы Иуды Маккавея победили имперское войско селевкидских греков в «сражении при Хадаше», одной из самых важных битв в маккавейских войнах. Позже к нему добавилось название «Гив’он» по имени библейского города Гаваон, находившегося поблизости. Правительственный комитет по именам не утвердил название «Хадаша» из-за неясности в определении точного места битвы маккавеев с войсками Никанора. После пяти лет обсуждения комитет утвердил название «Гивон ха-Хадаша» («Новый Гаваон»).
Символ поселения включает в себя солнце, в память о битве Иегошуа бен Нуна «… стой, солнце, над Гаваоном, и луна, над долиною Аиалонскою!» (Иисус Навин 10:12).
В 1998 году в поселке была установлена скульптура Орны Ран «Солнечное сплетение».

## История
В 1886 году евреи попросили у османских властей основать поселение недалеко от Наби-Самуил. Для нового поселения выбрали название «Рама», имея в виду место захоронения пророка Самуила и идентификацию между библейским поселением Рама в колене Биньямина, и районом Наби-Самуил. Компания «Поселение Израиля — Рама» (основанная Исраэлем Рубинштейном, Ицхаком Цви Ривлином и Авраамом Прастом) приобрела землю в этом районе и начала сбор средств для основания поселения. В течение нескольких лет было предпринято несколько попыток обосноваться на купленной земле. К ядру переселенцев присоединилось 13 семей евреев из Йемена, базируясь на невыполненном обещании построить им дома на месте. В марте 1895 г. они поселились на земле и попытались заняться земледелием, но покинули это место через несколько недель, так как средства компании закончились, а также ввиду большого расстояния между домами и возделываемыми участками, парного года и непрекращающихся посягательств со стороны арабов Наби-Самуил, которые выпалывали засаженные поселенцами участки.
В 1921 году компания «Поселение Израиля — Рама» вновь начала действовать, была зарегистрирована как «кооперативная компания по покупке земли в Земле Израиля» и занималась сбором средств для основания поселения На собранные средства был куплен дом в деревне Бейт-Икса, недалеко от Наби-Самуил. В августе 1922 года Верховный комиссар Герберт Самуэль и губернатор Иерусалима Рональд Сторрс посетили Наби-Самуил, чтобы открыть доступ к гробнице пророка Самуила после того, как она была отремонтирована по следам серьёзных повреждений, нанесенных ей во время Первой мировой войны. Представители компании «Поселение Израиля — Рама» встретились с ним и попросили построить дорогу к месту. В ноябре 1922 года компания объявила, что 7 семей из Иерусалима поселятся в купленный ею дом, а ещё для двух семей компания построит «жестяные дома». В мае 1923 года компания провела лотерею на участки среди пайщиков. В 1924 году в дом въехали 10 поселенцев, но через полгода он был заброшен из-за проблем с доступом: поскольку отсутствовала асфальтированная дорога из Иерусалима, до места можно было добраться только на ослах. Компания взяла кредит, который не смогла погасить, и началась процедура взыскания. В 1931 году дом и земельный участок были проданы жителю села Бейт-Икса.
В 1977 году группа переселенцев из Советского Союза обосновалась в заброшенном военном лагере, прилегающем к деревне Аль-Джиб (которая до войны 1967 года использовалась как школа для офицеров иорданской армии), примерно в километре к востоку от нынешнего населенного пункта. Это стало возможным на основании приказа об изъятии земель «для военных нужд». В октябре 1979 г. в рамках тенденции к расширению Иерусалима было принято правительственное решение о создании «Мицпе Гив’он» (холм «Хадаша») в качестве постоянного поселения, основываясь на утверждении, что земля в этом месте с 1921 года принадлежала исторической компании «Поселение Израиля — Рама». В январе 1980 года ядро поселенцев из 35 человек поселились на площади в 70 дунамов. Житель села Бейт-Иджаза Сабри Махмуд Аграйб, у которого была экспроприирована земля с целью строительства водоема для поселения, подал прошение в Верховный суд против экспроприации. В ходе судебного разбирательства в Верховном суде выяснилось, что земля теперь зарегистрирована не на имя компании, а как иорданская «государственная собственность», поскольку земля была экспроприирована Иорданией в 1960-х годах для нужд близлежащего военного лагеря, однако жителям было разрешено продолжать обрабатывать землю. В начале израильского контроля иорданская земля поменяла статус на основании «Указа № 59», согласно которому все земли и имущество, находившиеся в собственности иорданского правительства, были переданы израильскому военному правительству. Дома поселения были построены вокруг дома семьи Аграйб.
Во время второй интифады в 2003 году Государство Израиль начало строительство разделительного забора. Сабри Махмуд Аграйб снова обратился в Верховный суд с иском против маршрута забора, который отрезает его от села Бейт-Иджаза.С другой стороны, жители Нового Гаваона подали иск против размещения ворот в заборе безопасности между их населенным пунктом и Бейт-Иджазой. 31 июля 2006 г. оба иска были отклонены Верховным судом который определил что, поскольку члены семьи отклонили предложение системы безопасности получить компенсацию и покинуть свой дом, текущий маршрут является пропорциональным и целесообразным. Дом семьи Аграйб был окружён забором внутри Нового Гаваона. Члены семьи могут добраться до села Бейт-Иджаза через проход, окруженный забором который соединяется с разделительным ограждением.
По состоянию на 2013 год в поселке проживает около 300 семей. Большинство жителей этого места светские, но есть религиозные семьи и действующая синагога. За последнее десятилетие в поселение было принято 35 семей иммигрантов из СНГ. Этот проект стал возможен благодаря значительной помощи Еврейского агентства.

## Книги
- Рана Бен-Пази, «Как в первый раз», Издательство библиотеки Бейт Эль, 1987